# クレイグ・アルパート
クレイグ・アルパート（Craig Alpert）は、アメリカ合衆国の編集技師。
ピクサー・アニメーション・スタジオで『トイ・ストーリー2』の編集助手としてキャリアをスタートする。
コメディ映画を手掛けることが多い。

## 主な編集作品

### 映画
編集助手
- トイ・ストーリー2 Toy Story 2 (1999)
- モンキーボーン Monkeybone (2001)
- マトリックス リローデッド The Matrix Reloaded (2003) - AVID
- ハルク Hulk (2003)
- スクリーム3 Scary Movie 3 (2003)
- マトリックス レボリューションズ The Matrix Revolutions (2003) - AVID
- ミート・ザ・ペアレンツ2 Meet the Fockers (2004)
- 2番目のキス Fever Pitch (2005) - AVID
- 40歳の童貞男 The 40 Year Old Virgin (2005)
- タラデガ・ナイト オーバルの狼 Talladega Nights: The Ballad of Ricky Bobby (2006) - クレジットなし

編集
- ボラット 栄光ナル国家カザフスタンのためのアメリカ文化学習 Borat: Cultural Learnings of America for Make Benefit Glorious Nation of Kazakhstan (2006)
- 無ケーカクの命中男/ノックトアップ Knocked Up (2007)
- スモーキング・ハイ Pineapple Express (2008)
- イエスマン “YES”は人生のパスワード Yes Man (2008)
- 素敵な人生の終り方 Funny People (2009)
- ロード・オブ・クエスト ドラゴンとユニコーンの剣 Your Highness (2011)
- ピンチ・シッター The Sitter (2011)
- 俺たちスーパー・ポリティシャン めざせ下院議員! The Campaign (2012)
- ライド・アロング〜相棒見習い〜 Ride Along (2014)
- ピッチ・パーフェクト2 Pitch Perfect 2 (2015)
- メリッサ・マッカーシー in ザ・ボス 世界で一番お金が好き! The Boss (2016)
- ラフ・ナイト 史上最悪!?の独身さよならパーティー Rough Night (2017)